# Condado de Sequoyah
El condado de Sequoyah (en inglés: Sequoyah County), fundado en 1907 y con nombre en honor a Sequoyah, es un condado del estado estadounidense de Oklahoma. En el año 2000 tenía una población de 38.972 habitantes con una densidad de población de 3 personas por km². La sede del condado es Sallisaw.

## Geografía
Según la oficina del censo el condado tiene una superficie total de 1852 km² (715,1 mi²), de los que 1745 km² (673,7 mi²) son tierra y 106 km² (40,9 mi²) (5,74 %) son agua.

### Condados adyacentes
- Condado de Cherokee - norte
- Condado de Adair - norte
- Condado de Crawford - este
- Condado de Sebastian - sureste
- Condado de Le Flore - sur
- Condado de Haskell - suroeste
- Condado de Muskogee - oeste

### Principales carreteras y autopistas
- Interestatal 40
- U.S. Autopista 59

### Espacios protegidos
En este condado se encuentra de modo parcial el refugio para la vida salvaje de Sequoyah así como el sitio histórico nacional de Fort Smith. También dispone de los parques estatales del lago “Brushy” y de “Tenkiller”.

## Demografía
Según el censo del 2000 la renta per cápita media de los habitantes del condado era de 27.615 dólares y el ingreso medio de una familia era de 32.673 dólares. En el año 2000 los hombres tenían unos ingresos anuales 26.613 dólares frente a los 19.751 dólares que percibían las mujeres. El ingreso por habitante era de 13.405 dólares y alrededor de un 19,80% de la población estaba bajo el umbral de pobreza nacional.

## Ciudades y pueblos
| - Akins - Belfonte - Brent - Brushy - Carlile - Dwight Mission - Evening Shade - Flute Springs - Gans - Gore - Long - Marble City Community - Marble City - McKey | - Moffett - Muldrow - Notchietown - Paradise Hill - Pinhook Corners - Redbird Smith - Remy - Roland - Sallisaw - Short - Stony Point - Sycamore - Vian |